# Burning Japan Live 1999
Burning Japan (1999) is een live-album van de Zweedse deathmetalband Arch Enemy.

## Inhoud
1. "The Immortal" 

2. "Dark Insanity" 

3. "Dead Inside" 

4. "Diva Satanica" 

5. "Pilgrim" 

6. "Silverwing" 

7. "Beast of Man" 

8. "Tears of the Dead" 

9. "Bridge of Destiny" 

10. "Transmigration Macabre" 